# Cardiaspina tetrodontae
Cardiaspina tetrodontae är en insektsart som beskrevs av Taylor 1989. Cardiaspina tetrodontae ingår i släktet Cardiaspina och familjen rundbladloppor. Inga underarter finns listade i Catalogue of Life.